# Michaił Baranow (1921–1993)
Michaił Siemionowicz Baranow (ros. Михаил Семёнович Баранов, ur. 16 listopada 1921 we wsi Drowietczino w rejonie smoleńskim, zm. 9 lutego 1993 w Niżnym Nowogrodzie) – radziecki lotnik wojskowy, major, Bohater Związku Radzieckiego (1943).

## Życiorys
Urodził się w rodzinie chłopskiej. Skończył 7-letnią szkołę, pracował w kołchozie, uczył się w aeroklubie w Smoleńsku, w 1939 został skierowany do wojskowej szkoły lotniczej w Czuhujiwie, po ukończeniu której w 1940 został lotnikiem-instruktorem. Od grudnia 1941 w stopniu sierżanta uczestniczył w wojnie z Niemcami, jako pilot I-16 walczył na Froncie Północno-Zachodnim, od 1942 należał do WKP(b). Od wiosny 1942 w składzie 157 pułku lotnictwa myśliwskiego walczył na Froncie Kalinińskim, brał udział m.in. w walkach w rejonie Rżewa, później na Froncie Centralnym, do czerwca 1943 wykonał 276 lotów bojowych i strącił osobiście 12 i w grupie 9 samolotów wroga. Latem 1943 skierowano go na kursy doskonalenia kadry lotniczej w Moskwie, po ukończeniu których wrócił na front i walczył na terytorium Białorusi, Polski i Niemiec; został dowódcą eskadry. Do maja 1945 wykonał ok. 400 lotów bojowych i stoczył 85 walk powietrznych, strącając osobiście 26 i w grupie 9 samolotów wroga. Otrzymał stopień majora. Był czterokrotnie ranny i raz kontuzjowany. Po zakończeniu wojny zwolniono go do rezerwy z powodu stanu zdrowia. Mieszkał w Smoleńsku, w Karelii, obwodzie czytyjskim, Mołdawii i od 1957 w mieście Gorki (obecnie Niżny Nowogród), gdzie pracował jako tokarz w zakładzie lotniczym im. Ordżonikidzego.

## Odznaczenia
- Złota Gwiazda Bohatera Związku Radzieckiego (24 sierpnia 1943)
- Order Lenina
- Order Czerwonego Sztandaru (trzykrotnie)
- Order Wojny Ojczyźnianej I klasy (dwukrotnie)

I medale.